# Кузнецово (Туринский муниципальный округ)
Кузнецово — деревня в Туринском городском округе Свердловской области, России.

## Географическое положение
Деревня Кузнецово муниципального образования «Туринского городского округа» расположена в 31 километрах к востоку-юго-востоку от города Туринска (по автотрассе — 37 километров), на левом берегу реки Тура, на правом берегу реки Сарагулка (левый приток реки Тура).

## Население
| 2002 | 2010 | 2021 |
| ---- | ---- | ---- |
| 126  | ↘89  | ↘53  |